# Philip Lombardo
Philip Lombardo (Nueva York, 6 de octubre de 1908 - Nueva York, 20 de abril de 1987) fue el jefe de la familia criminal Genovese desde finales de los años 1960 hasta el inicio de los 1980. Sucedió a Vito Genovese como jefe en 1969 y fue sucedido por Vincent Gigante en 1981.